# Siren (groupe)
Pour les articles homonymes, voir Siren.
Siren est un groupe américain de power metal, originaire de Tampa, en Floride, actif entre 1981 et 1991.

## Histoire
Le groupe est formé en 1981, le chanteur Doug « Dead » Lee ne l'ayant rejoint que l'année suivante. En 1984, le single autofinancé Metro-Mercenary sort, sur lequel le groupe était composé, outre Lee, du guitariste Rob Phillips, du bassiste Benjamin Parrish et du batteur Ed Aborn. Après la sortie, Edward Amyx rejoint le groupe en tant que nouveau bassiste, à la suite de quoi la démo Iron Coffins est enregistrée en janvier 1985. Outre la chanson-titre, le support sonore contient les chansons Over the Rainbow, Before the Storm et Shadow of a Future Past. Le label Sanaty Records, de Pennsylvanie, s'intéresse alors au groupe et publie Over the Rainbow sur la compilation Start to Stardom. L'année suivante, Dead of Night, est la deuxième démo du groupe, qui comprend de nouveaux membres, le guitariste Edward « Faxon » Kotz et le bassiste Gregg Culbertson. Sur l'album No Place Like Home, sorti en 1986, on peut entendre un nouveau batteur en la personne de Brian Law. Phillips est revenu dans le groupe, et il joue à la place de Kotz sur l'album. Le disque sort chez Flametrader Records, un sous-label de Semaphore, et s'écoule à environ 8 000 exemplaires. Sur le deuxième album Financial Suicide, sorti en 1989 chez Aaarrg Records, le line-up avait changé avec l'arrivée du guitariste Brian C. Hendrickson, le bassiste Les Talent et le batteur David Smith, ce dernier ayant déjà fait partie du groupe avant l'enregistrement de Metro-Mercenary. 6 000 à 7 000 exemplaires de ce disque sont vendus. Contrairement aux deux démos et au single, qui s'écoulent à 8 000 exemplaires chacun, ce chiffre était plutôt faible. Après la sortie, Doug Lee est d'abord actif au sein de Mekong Delta, ce qui ne lui laissait guère de temps pour Siren. 
Un peu plus tard, Lee déménage en Allemagne où il se constitue une nouvelle équipe composée du bassiste Johan Susant (ex-Target, ex-Holy Moses), des guitaristes Georgie Symbos (ex-Holy Moses) et Fred Fricke (ex-Living Death, ex-Sacred Chao, ex-Laos) et du batteur Frankie Ullrich. Dans un premier temps, ce dernier poste devait être occupé par Jörg Michael, mais ce dernier décline l'offre pour des raisons de santé. Le 26 octobre 1990, le groupe se produit à Werl avec Accu§er, Secrecy et Life Artist, jouant, en plus des chansons déjà connues, de nouvelles chansons comme Straight Jacket, Take It, Winds of Fire et Evil Clowns. Après une autre démo en 1991, comprenant quatre chansons, le groupe se sépare. La démo contient les quatre nouvelles chansons mentionnées précédemment et est enregistrée dans les studios RCP. En 2010, le groupe devait participer au Keep It True, mais il annule sa participation, et est remplacé par Steelwing. Le 27 avril 2018, ils jouent finalement dans le cadre du festival Keep It True, et un documentaire est réalisé par Chris Jericho sur cette reformation unique. 

## Style musical
Selon Götz Kühnemund du Rock Hard, No Place Like Home contient un chant sensible, même s'il faut s'y habituer. Les chansons ne se révèlent pas immédiatement à l'auditeur, mais ne s'épanouissent qu'après plusieurs écoutes, comme c'est le cas pour des groupes comme Watchtower ou Sacred Blade. Il qualifie en outre la musique de « psycho-métal dur et varié ». Dans une édition ultérieure, Thomas Kupfer Financial fait la critique de Suicide et constate que les passages atmosphériques comme ceux des chansons Iron Coffins ou Over the Rainbow, qui figurent sur le premier album, étaient désormais absents. À la place, c'est le heavy metal qui règne en maître.

## Discographie
- 1984 : Metro-Mercenary (single)
- 1985 : Iron Coffins (démo)
- 1986 : No Place Like Home (album, Flametrader Records)
- 1986 : Dead of Night (démo)
- 1987 : The Garage Experiment (démo)
- 1989 : Financial Suicide (album, Aaarrg Records)
- 1991 : 4-Song-Demo (démo)